# Státní poznávací značky v Česku
Státní poznávací značky (legislativní zkratkou: registrační značky)  silničních vozidel v České republice jsou kombinace písmen,  arabských číslic a případně mezer či rozdělovacích znamének. Státní poznávací značka je přidělována ke každému jednotlivému vozidlu podléhajícímu registraci, a to podle zákona č. 56/2001 Sb., o podmínkách provozu vozidel na pozemních komunikacích, účinným od 1. července 2001. Současně u starších vozidlech zůstávají v platnosti jejich státní poznávací značky původního československého provedení a obsahu. 

## Terminologie
Zákon č. 56/2001 Sb., o podmínkách provozu vozidel na pozemních komunikacích, v § 4 odst. 1 písm. c) píše o evidenci „tabulek s přidělenou státní poznávací značkou (dále jen „registrační značka“)“, avšak v následujících písm. d) a e) píše o „tabulkách s přidělenou zvláštní registrační značkou“ a „tabulkách registrační značky vozidla“, z čehož je zřejmé, že legislativní zkratka „registrační značka“ se vztahuje pouze k předcházejímu sousloví „státní poznávací značkou“, nikoliv k tabulkám s touto značkou. Podobně v ustanovení o přestupcích v § 125c odst. 1 písm. a) bod 1 zákona č. 361/2000 Sb., o provozu na pozemních komunikacích, je za souslovím „tabulka státní poznávací značky“ legislativní zkratka registrační značka, v následujícím bodě 2 je však tato tabulka nazývána tabulka registrační značky, což rovněž nasvědčuje tomu, že sousloví „registrační značka“ bylo míněno jako legislativní zkratka pro státní poznávací značku ve smyslu samotného kódu, nikoliv pro tabulku. V § 4 odst. 2 zákona č. 56/2001 Sb. se uvádí, že v registru silničních vozidel se u silničního vozidla uvádí registrační značka a datum přidělení registrační značky, což nasvědčuje tomu, že registrační značka je zde míněna jako údaj a nikoliv jako fyzický předmět. V § 5 odst. 2 se naproti tomu o registrační značce píše jako o něčem, co má „držitele“ a co bylo „vydáno“, což spíše nasvědčuje tomu, že je míněna fyzická tabulka, avšak značka je zmiňována v jednotném čísle, ačkoliv tabulky jsou reálně vydávány zpravidla v páru. Rovněž v § 7 a 7b je terminologie užívána ne zcela nekonzistentně, nicméně rozlišení lze vyčíst ze zmocňovacího ustanovení v § 7 odst. 6 zákona č. 56/2001 Sb., podle kterého prováděcí předpis stanoví „druhy, formu, obsah a strukturu registrační značky a provedení tabulky s registrační značkou.“
Je proto nutné rozlišovat:
- státní poznávací značku neboli registrační značku jako alfanumerický kód, tedy kombinaci písmen, číslic a rozdělovacích znamének, evidovanou v registru silničních vozidel a uvedenou v technickém průkazu vozidla;
- tabulku státní poznávací značky neboli tabulku registrační značky, což je oficiálně vyrobená zpravidla kovová tabulka, na které je přidělená značka uvedena (vyznačena). Tato tabulka je povinně umístěna na každém silničním vozidle i přípojném vozidle, je-li provozováno na pozemní komunikaci. Tabulka má určité stanovené tvarové a rozměrové provedení, barvu podkladu a barvu písma a orámování, stanovený typ a velikost písma a kromě samotné registrační značky jsou na ní uvedeny či umístěny i další údaje, symboly a případně nálepky. Nejběžnější typ má podobu bílé obdélníkové destičky s kombinací velkých černých písmen latinské abecedy a arabských číslic.[1] Provedení, rozměry a podoba tabulky jsou předepsané vyhláškou č. 343/2014 Sb., o registraci vozidel, účinné od 1. ledna 2015. Vzhledem k tomu, že tato tabulka plní funkci značky (tedy předmětu, jímž je určený kód na vozidle vyznačen), často (a to i v některých ustanoveních právních předpisů) se slovy „registrační značka“ nebo „státní poznávací značka“ označuje přímo tabulka a tedy vždy je nutno výkladem vyvozovat z kontextu, kdy označují přidělený kód a kdy vydanou tabulku. Například kde je řeč o přidělení, je tím míněn samotný kód, a kde je řeč o vydání, jsou tím míněny tabulky.

V dávnější rakousko-uherské a československé minulosti měl provozovatel vozidla povinnost poznávací značku na vozidle stanoveným způsobem vyznačit, avšak nebyl nucen k tomu použít úředně vydané tabulky a značka mohla být a zpočátku bývala vyznačena i jinak než tabulkou, například namalována na vozidlo – podobně jako tomu je dnes například u povinnosti označit dům přiděleným domovním číslem. 
Pro cesty do zahraničí se používají navíc ještě tzv. rozlišovací značky státu neboli mezinárodní poznávací značky (MPZ).

## Staré státní poznávací značky

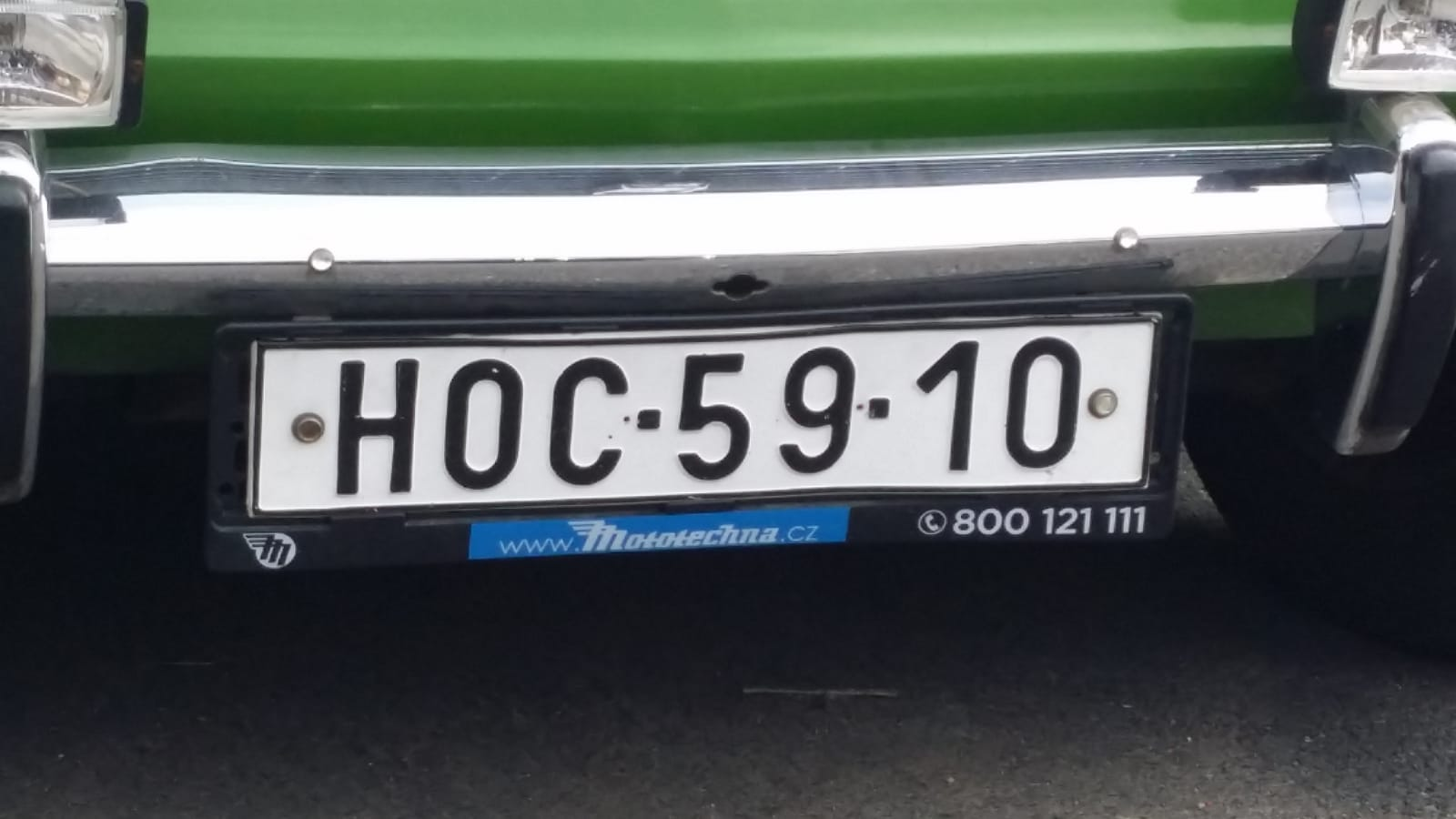
Registrační značka HOC-59-10 z let 1960–1986 z okresu Hodonín

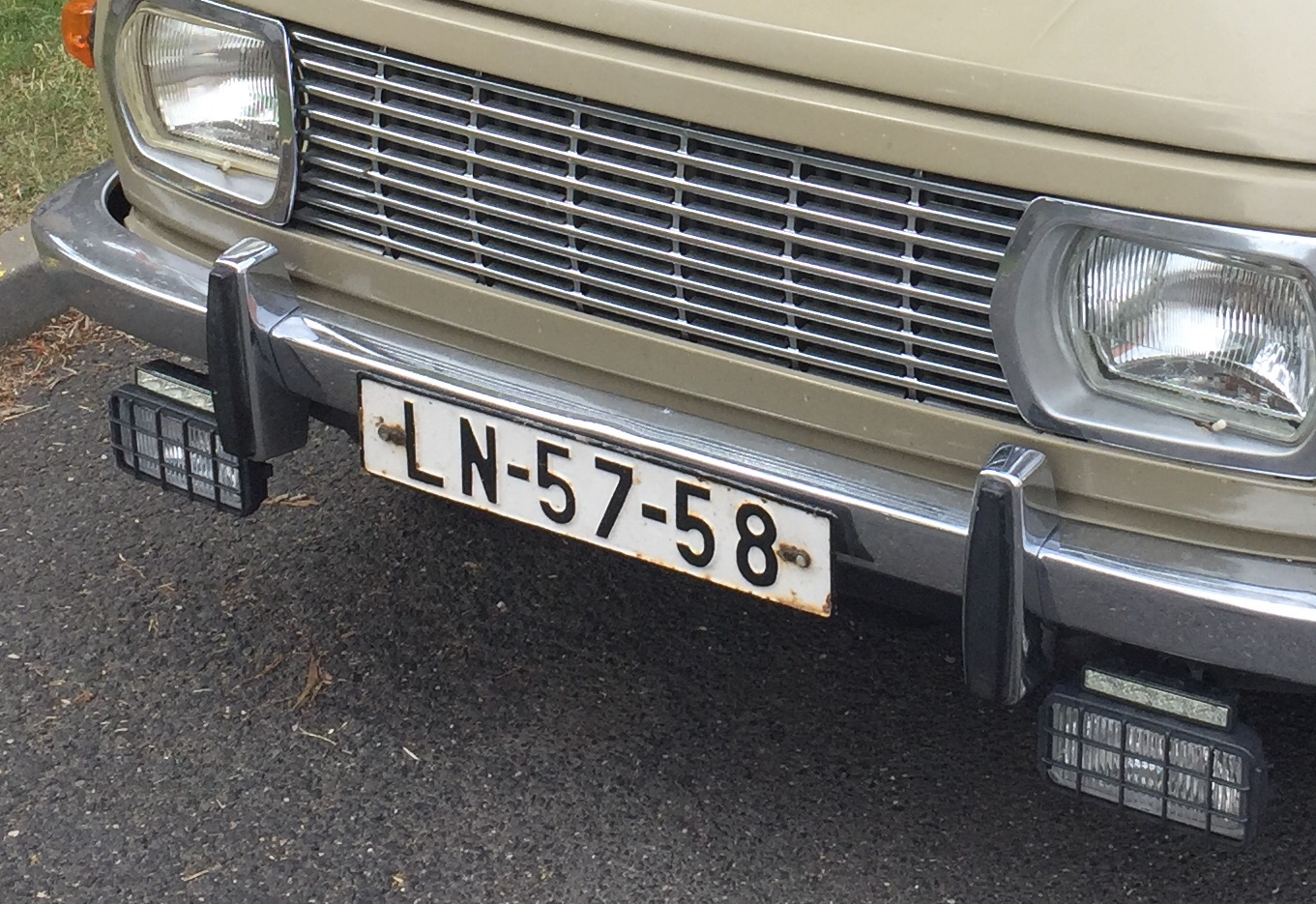
Registrační značka LN-57-58 z let 1960–1986 z okresu Louny

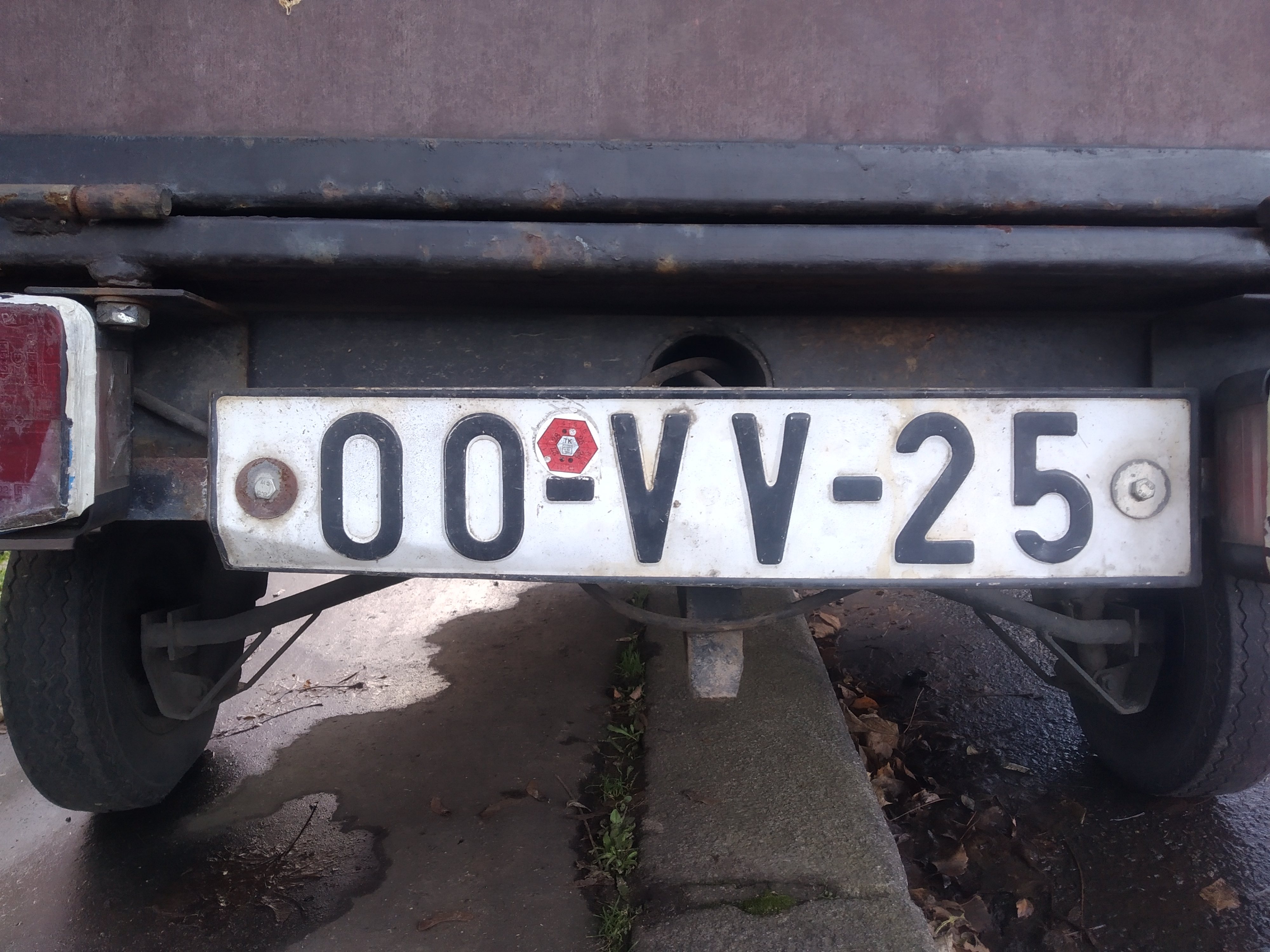
Registrační značka 00-VV-25 z let 1977–1986 na přípojném vozíku. VV označovala v Československu okres Vranov nad Topľou, nicméně po rozpadu Československa byla SPZ převedena do Česka a je zde i nadále platná

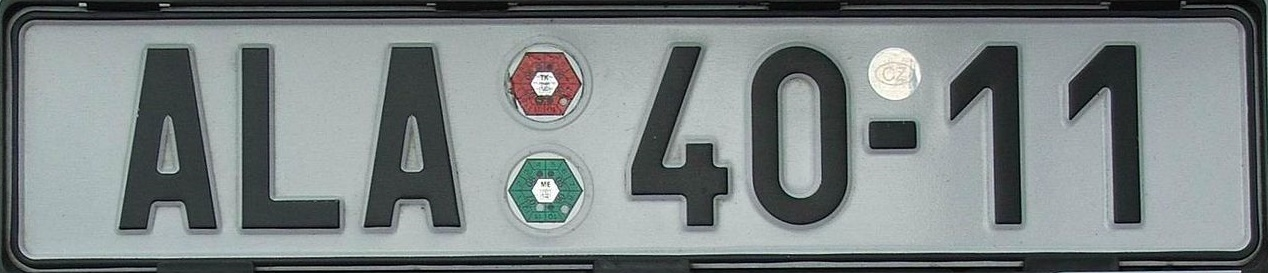
ALA – jedna z posledních sérií vydaných v Praze (poslední byla ALC) v letech 1992–2001

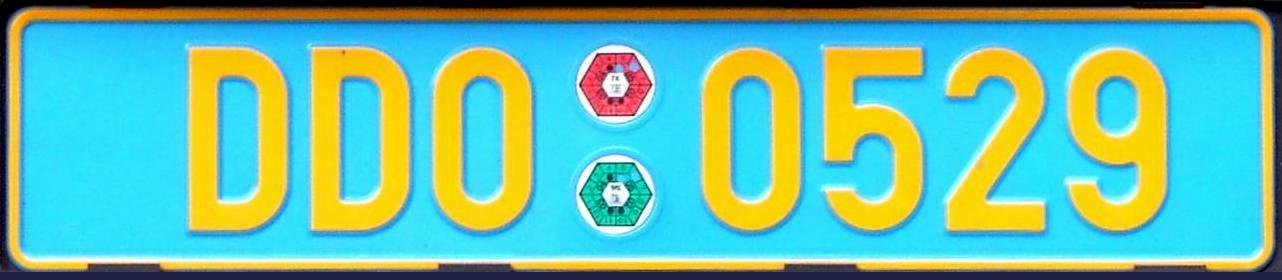
Česká státní poznávací značka pro cizince, zde diplomatická

V letech 1960–1986 byly vydávány značky ve formátu OO-ČČ-ČČ, později OOP-ČČ-ČČ (OO znamená okresní kombinace písmen, P znamená pořadové písmeno a Č znamená pořadové číslo).
Státní poznávací značky vycházející z původního československého provedení, v Česku vydávané do roku 2002, platí vesměs dosud. Za několik desetiletí prošly několika úpravami vzhledu, hlavně velikosti písmen a tabulky.[zdroj?]
Na běžných státních poznávacích značkách byla skupina dvou, později až tří písmen a za ní dvě dvojice číslic, skupiny byly oddělené pomlčkami. Později namísto pomlčky za skupinou písmen byl vyhrazen prostor pro nálepky o technických kontrolách a měření emisí. První dvojice písmen vždy označovala okres, třetí písmeno byla série. Pro série se používala abeceda bez diakritik a mimo F, G, Q a W, tedy až 22 písmen.
Praha měla přiděleno jediné určující první písmeno (A), další dvě písmena byla sériová, což umožňovalo teoreticky až 5 milionů kombinací SPZ. Každému okresu pak byla přidělena dvě písmena (např. BE pro okres Beroun), více lidnaté okresy měly do rezervy ještě jednu kombinaci (např. PA a PU pro okres Pardubice), případně celkem tři (např. BM, BS, BZ pro okres Brno-město). 
Až do roku 1990 jedna kombinace vesměs postačovala, ale po razantním nárůstu automobilové dopravy v 90. letech 20. století musela větší okresní města sáhnout do těchto rezerv, a další okresy, u kterých se s rezervami ani nepočítalo, požadovaly přidělení další kombinace nebo si musely „půjčovat“ SPZ od jiných okresů. Proto nakonec nebylo možné podle písmen státní poznávací značky jednoznačně určit kde má majitel vozidla bydliště nebo sídlo.
Žlutou barvou podkladu byla odlišena nákladní vozidla, pracovní stroje a autobusy od osobních automobilů. Značky vojenských vozidel byly tvořeny pouze číslicemi, značky policejních vozidel (Veřejná bezpečnost) byly tvořeny písmenem B a skupinou 5 nebo 6 číslic (v případě válečného stavu dokonce 7).
Českou zvláštností v období před rokem 2001 byly speciální značky pro cizí státní příslušníky, které měly shodný vzhled jako značky diplomatické (žluté písmo a modrý podklad). Barevně byla odlišena vozidla z půjčoven (červená písmena).

## Nové státní poznávací značky (od roku 2001)

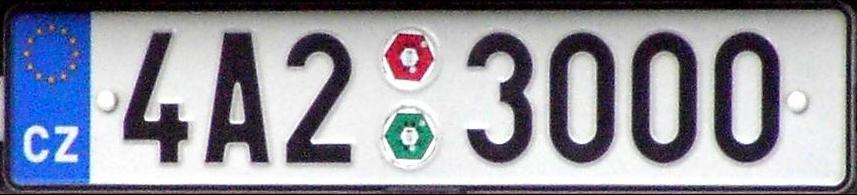
Česká státní poznávací značka od roku 2004, A = Praha

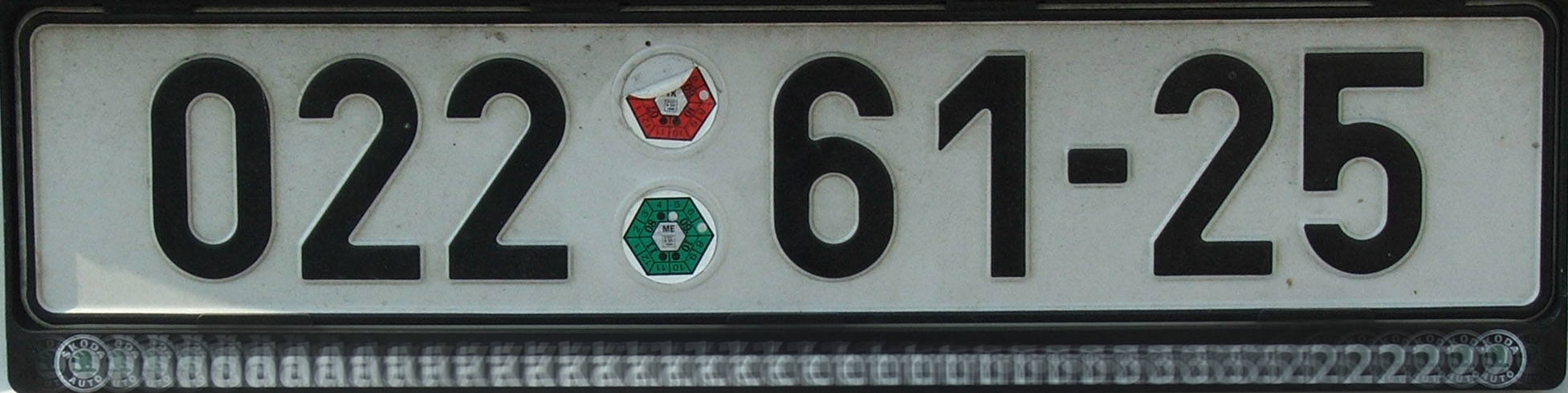
Vojenská poznávací značka 1992–2001

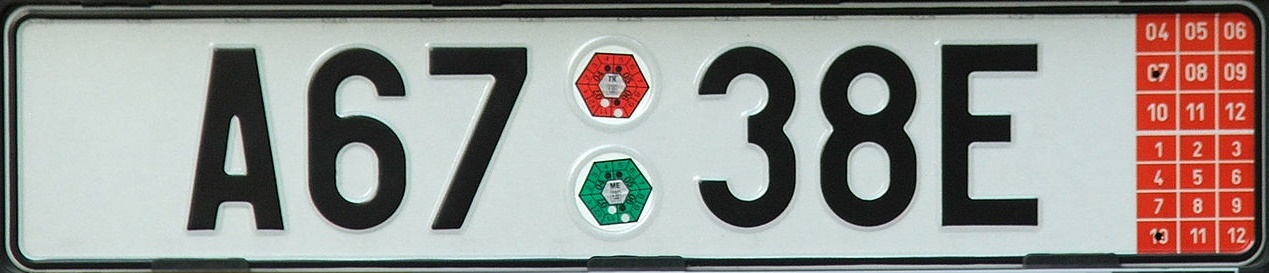
Exportní poznávací značka od 2001 z kraje Hlavní město Praha

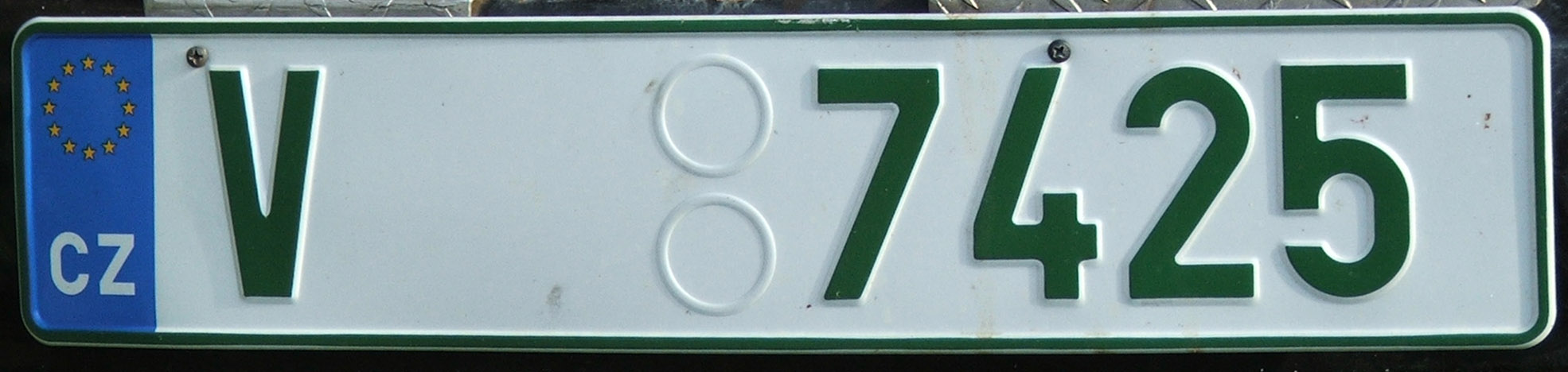
Veteránská poznávací značka 2004–2006

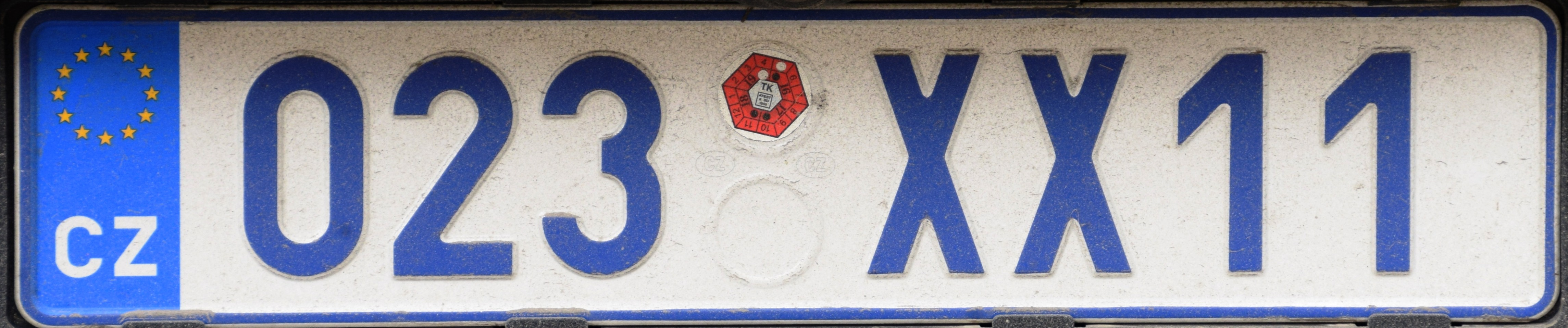
Diplomatická poznávací značka od 2004 (omezená diplomatická imunita – XX)

Oproti předcházejícím SPZ došlo k největší změně v samotném kódu, který nyní označuje jen kraj, kde vozidlo bylo registrováno poprvé. Do roku 2001 měl svůj dvoupísmenový kód každý okres (vyjma Prahy), ale majitel zde bydlet nebo sídlit vůbec nemusel. Kraje nahradily okresy nejen kvůli změně ve státní správě, ale také kvůli nedostatku kombinací pro jednotlivé okresy. Dnešní značky obsahují podle typu vozidla pět až sedm znaků (číslic a písmen bez diakritiky s výjimkou G, O, Q, W, která by se mohla plést s C, V a číslicí 0, popř. číslicí 6. Kromě toho mohou být v jednotlivých krajích vynechána i jiná písmena, pokud by jejich kombinací došlo sice k náhodnému, ale nevhodnému nebo nežádoucímu výsledku (sprosté slovo, zkratka zakázané organizace apod.). Například ve Středočeském kraji se z těchto důvodů vynechávají řady xSS xxxx, ale kombinace xSA xxxx nebo xSD xxxx jsou povolené. Značky musí vždy obsahovat alespoň jedno písmeno (to nejvíce vlevo je vždy kód kraje) a alespoň jednu číslici. Písmena a číslice mohou být nakonec různě zpřeházena, třeba 1AD 01A5, 9A2 380Z, 111 AB01 apod. Od počátku byl zvolen jednotný formát značek pouze s krajským písmenem a šesti číslicemi (počínaje 1A0 xxxx). Všechny různé kombinace umožňují vydat pro celou Českou republiku 20 900 118 400 platných neopakujících se značek (toto číslo je pro 5–7 znakové značky a předpokládá i zakázané kombinace jako například SS a také číslo 0 na začátku značky, což se u současných jednopísmenných, dvojpísmenných ani třípísmenných kombinací nepoužilo).
Starší tabulky registrační značky (z období před vstupem České republiky do EU) mají v levé části volné místo, tabulky RZ vydané po 1. květnu 2004 zde obsahují modrý proužek s dvanácti žlutými hvězdami a zkratkou země (CZ). Mezi označením série a pořadovým číslem je místo vyhrazené pro nálepky technické kontroly (TK, červená, nahoře) a měření emisí (ME, zelená, dole), tyto nálepky se umisťují pouze na zadní tabulku RZ. Nálepky mají vyznačenou platnost. Od 1. 1. 2015 se používá pouze nálepka pro označení technické kontroly, spodní pole zůstává volné, nebo je překryto bílým štítkem.
První písmeno zleva označuje kraj, ve kterém bylo vozidlo registrováno.
Tabulky registrační značky používají ke svému odlišení kromě čísel a písmen také různé barvy znaků. Podle současného zákona se používají:
- černá písmena na bílé tabulce – všechna osobní, nákladní vozidla, autobusy, přívěsy a motocykly (až na výjimky)
  - registrační značky AČR – pouze číselné značky: oddělené trojčíslí a čtyřčíslí
- modrá písmena na bílé tabulce – pro auta diplomatických a konzulárních úředníků. Tvar je následující – První je na tabulce trojčíslí identifikující ambasádu, pak vždy dvě písmena CD /diplomatická imunita/, XX /omezena diplomatická imunita/, XS /diplomatický personál/ nebo HC /honorární konsul/ pro celou ČR, ty jsou následovány pořadovým dvojčíslím.
- zelená čísla na bílé tabulce – pro vozidla, která zatím nebyla schválena pro provoz na pozemních komunikacích, např. testovací vozy nebo dočasné používání anebo trvale manipulační registrační značky dle platných pravidel. Písmeno je vždy dle registrovaného kraje, následuje čtyřmístné pořadové číslo.
- zelená čísla na bílé tabulce – vozidla nesplňující současné podmínky pro provoz (veteráni – písmeno V pro celou ČR). Kód kraje je číselný 01 až 14 před prvním písmenem V. Následuje čtyřmístné pořadové číslo.
- zelená čísla na bílé tabulce – vozidla nesplňující současné podmínky pro provoz (závodní – písmeno R pro celou ČR). Kód kraje je číselný 01 až 14 před prvním písmenem R. Následuje čtyřmístné pořadové číslo. Přehled dvojčíslí krajů:
  - 01 – Praha
  - 02 – Jihomoravský kraj
  - 03 – Jihočeský kraj
  - 04 – Pardubický kraj
  - 05 – Královéhradecký kraj
  - 06 – Kraj Vysočina
  - 07 – Karlovarský kraj
  - 08 – Liberecký kraj
  - 09 – Olomoucký kraj
  - 10 – Plzeňský kraj
  - 11 – Středočeský kraj
  - 12 – Moravskoslezský kraj
  - 13 – Ústecký kraj
  - 14 – Zlínský kraj
- zelená čísla na bílé tabulce – vozidla pro zkušební účely, písmeno F pro celou ČR. Pouze písmeno F následované čtyřmístným pořadovým číslem.
- černá písmena na žluté tabulce – pro zvláštní motorová vozidla, většinou pojízdnou techniku (zemědělské, vojenské, stavební aj. stroje). Na značce je nejprve písmeno kraje, následované dvojčíslím série a čtyřmístným pořadovým číslem.
- černá písmena na bílé tabulce s červeným polem na pravém okraji (kostičky s čísly) – vozidla určená na vývoz. Registrační značka se skládá se ze dvou trojmístných skupin znaků, posledním znakem druhého trojčíslí je vždy písmeno E (export). Písmeno rozlišující kraj se nachází mezi ostatními 5 znaky.
- černá písmena na zelené papírové tabulce (tzv. převozní značka) – jednorázové použití s omezenou platností (převoz vozidla z prodejny domů apod.) Na značce je vyznačeno písmeno kraje následované 6 pořadovými číslicemi.

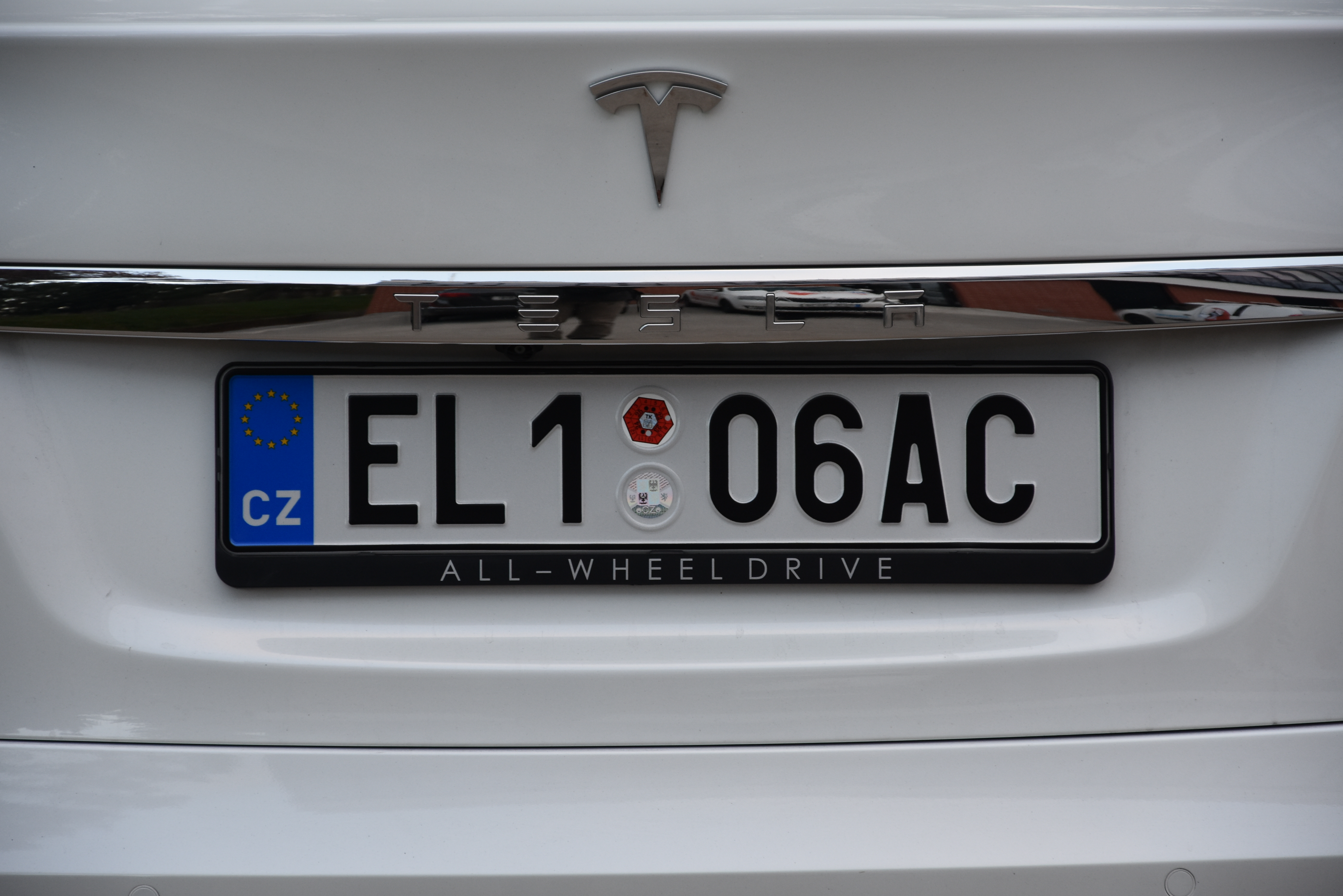
Značka pro elektromobily

- Tabulka RZ pro elektromobily – černá písmena na bílé značce, začíná písmeny EL, následuje číslice řady, místo pro známku STK, dvojčíslí a 2 písmena.
  - nové tabulky RZ budou vypadat podobně, jako všechny ostatní, tedy se sedmi znaky ve formátu EL-000-AA až EL-999-ZZ. Změna stávající registrační značky a vydání nových tabulek RZ bude zdarma a úřad bude mít na vydání nové značky lhůtu 15 dnů. K těmto registračním značkám se od 1. ledna 2020 vážou značné výhody např. automatické osvobození od dálničních poplatků nebo parkování zdarma. Hovoří se také o osvobození od silniční daně.

Počátkem roku 2009 se v Praze začaly přidělovat registrační značky značky se dvěma písmeny (od 1AA xxxx), jelikož RZ s jedním písmenem (např. 9A9 xxxx) již byla vyčerpána. Zanedlouho následoval Prahu Středočeský kraj, v létě 2014 Jihomoravský kraj, v listopadu 2015 Moravskoslezský kraj, a postupně byl tento formát zaváděn i v ostatních krajích.
Od 1. ledna 2015 se nemění státní poznávací značka, pokud již byla vozidlu přidělena. To znamená, že v případě, že vůz je přepsán na nového vlastníka (provozovatele), který má sídlo nebo adresu trvalého pobytu v jiném kraji, státní poznávací značka zůstává původní. Tabulky registrační značky se tedy neodevzdávají. To platí i v případě změny místa sídla nebo trvalého pobytu stejného majitele do jiného kraje. V případě poškození, ztráty nebo odcizení tabulky registrační značky je přidělena státní poznávací značka nová a k ní samozřejmě i nové tabulky registrační značky s příslušným kódem kraje.
V červnu 2023 byly představeny nové registrační značky pro Prahu, která dosavadní formát se dvěma písmeny v té době již téměř vyčerpala. V novém formátu bylo na čtvrtém místě RZ místo číslice zavedeno další, již třetí písmeno. První značky v tomto formátu měly být vozidlům přidělovány od podzimu 2023. Pokud by se auta v Praze registrovala stejně rychle, jako se registrovala dvojpísmenná, pak by měla třípísmenná kombinace vydržet přibližně dalších 30 let.

### Typy tabulek registrační značky
Podle tvaru a vzhledu jsou registrační značky rozděleny na různé typy:
- Typ 101–119: osobní, nákladní vozidla, autobusy, přípojná vozidla, motocykly a mopedy (černá na bílé)
- Typ 131–138: trvale manipulační značky (zelená na bílé)
- Typ 151–158: zemědělské a pracovní vozidla (černá na žluté)
- Typ 161–178: převozní značka exportní (černá na bílé s červeným proužkem)
- Typ 201–219: vozidla osob s diplomatickou imunitou (modrá na bílé)
- Typ 221–239: vozidla osob s omezenou diplomatickou imunitou, zaměstnanec ambasády (modrá na bílé)
- Typ 241–259: vozidla služebního personálu ambasády (modrá na bílé)
- Typ 261–278: vozidla honorárního konzula (modrá na bílé)
- Typ 351–357: vozidla pro zkušební účely (zelená na bílé)
- Typ 401–419: historická vozidla (zelená na bílé)
- Typ 501, 506, 519: sportovní vozidla (zelená na bílé)
- Typ 581, 586, 599: sportovní vozidla (zelená na bílé na fólii)
- Typ 602: nosič jízdních kol (černá na bílé – duplikát k RZ jiného typu)
- Typ 701–719: RZ na přání (černá na bílé)
- Typ 801–819 : elektromobily[11]

### Značky na přání

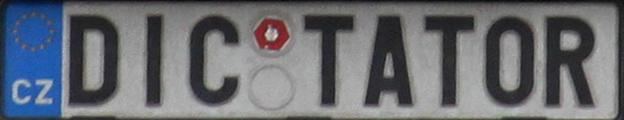
Značka na přání. Místo nepovoleného písmena O je číslice 0.

Od ledna 2016 je možnost zažádat o státní poznávací značku s vlastním textem  (nesprávně označováno jako registrační značka na přání (RZNP)). SPZ "na přání" může mít 8 alfanumerických znaků obsahujících alespoň jednu číslici, SPZ na přání u motocyklů může obsahovat znaků 7. Značky nemohou obsahovat vulgární a hanlivé výrazy, názvy úřadů a dále písmena G, O, Q a W (ty ostatně nemohou být ani součástí běžné státní poznávací značky). Tyto státní poznávací značky jsou převoditelné, nicméně při zničení či ztrátě tabulky registrační značky není možné vyrobit tabulku jako náhradu za ztracenou či odcizenou. V České republice jezdí s těmito značkami méně než 10 000 vozidel. Jedna tabulka stojí 5 000 Kč, tzn. tabulky registrační značky na automobil stojí 10 000 Kč, naopak na motocykl či moped stojí 5 000 Kč.

### Kódy krajů
Jednopísmenné kódy samosprávných krajů byly vesměs voleny podle názvů jejich středisek, které zpočátku všude odpovídaly názvům krajů. U Prahy byl zachováno tradiční označení A. Některé kraje byly již roku 2001 přejmenovány, ale kódy už nebyly měněny – tak došlo k tomu, že několik krajů má kódy v podobě písmene, které se v jeho názvu vůbec nevyskytuje – konkrétně Jihomoravský (B podle Brna, resp. Brněnského kraje), Vysočina (J podle Jihlavy), Moravskoslezský (T podle OsTravy). Ani „Pardubický kraj“ neobsahuje svůj kód E (je pouze v názvu města PardubicE).
Na státních poznávacích značkách vydávaných podle nového zákona (tedy od roku 2001) označuje první písmeno kraj takto:
| Kód | Kraj                 | Krajské město    | 2001–2004 | Od 2004 do současnosti | Od 2004 do současnosti | Od 2004 do současnosti | Zatím nejvyšší řada (typ 101) |
| Kód | Kraj                 | Krajské město    | 2001–2004 | krajské písmeno        | písmeno na 3. poz.     | písmeno na 4. poz.     | Zatím nejvyšší řada (typ 101) |
| --- | -------------------- | ---------------- | --------- | ---------------------- | ---------------------- | ---------------------- | ----------------------------- |
| A   | Hlavní město Praha   | Praha            |           |                        |                        |                        | 1AJ U                         |
| B   | Jihomoravský kraj    | Brno             |           |                        |                        |                        | 3BP                           |
| C   | Jihočeský kraj       | České Budějovice |           |                        |                        |                        | 1CF                           |
| E   | Pardubický kraj      | Pardubice        |           |                        |                        |                        | 7E7                           |
| H   | Královéhradecký kraj | Hradec Králové   |           |                        |                        |                        | 8H8                           |
| J   | Kraj Vysočina        | Jihlava          |           |                        |                        |                        | 7J8                           |
| K   | Karlovarský kraj     | Karlovy Vary     |           |                        |                        |                        | 5K5                           |
| L   | Liberecký kraj       | Liberec          |           |                        |                        |                        | 6L9                           |
| M   | Olomoucký kraj       | Olomouc          |           |                        |                        |                        | 8M3                           |
| P   | Plzeňský kraj        | Plzeň            |           |                        |                        |                        | 1PA                           |
| S   | Středočeský kraj     | Praha            |           |                        |                        |                        | 7SD                           |
| T   | Moravskoslezský kraj | Ostrava          |           |                        |                        |                        | 2TV                           |
| U   | Ústecký kraj         | Ústí nad Labem   |           |                        |                        |                        | 2UB                           |
| Z   | Zlínský kraj         | Zlín             |           |                        |                        |                        | 7Z9                           |
|     |                      |                  |           |                        |                        |                        |                               |

## Spory o náhradní registrační značky
Počátkem srpna 2010 Městský soud v Praze rozhodoval o případu řidiče, který na svém vozidle ukradenou původní registrační značku nahradil plastovou. Neoriginální značku odhalila policie a majiteli byla udělena pokuta 7000 korun a zákaz řízení na půl roku. Ministerstvo dopravy však rozhodnutí magistrátu v tomto bodě potvrdilo. Soud rozhodl, že jednání žalovaného neporušuje zájem společnosti, a proto nenaplňuje materiální znak přestupku. Podle Stanislava Humla by se mělo rozlišovat zneužití cizí registrační značky a vlastnoruční náhradou značky vlastní. Ministerstvo dopravy nepodalo proti rozsudku kasační stížnost.
Podobný případ se týkal bývalého ministra dopravy Víta Bárty, který údajně na svém voze Maserati ztratil značku při jízdě po polní cestě, a proto ji nahradil samolepkou. Přestupek odhalil deník Blesk při Bártově cestě z vlastní svatby, krátce po nástupu do funkce ministra. Začátkem listopadu 2010 mu byla udělena Městským úřadem v Nymburce pokuta 5000 Kč a zákaz řízení na půl roku. Bárta se proti neodvolal. Mluvčí ministerstva dopravy Karel Hanzelka rozhodnutí o trestu obhajoval a označil nahrazení značky za jednoznačné porušení zákona. Také Aleš Trpišovský, jimž se média zabývala především kvůli vybržďování jiných řidičů v dubnu 2010 i později, dostal v roce 2011 od Městského úřadu v Benešově pokutu 5000 Kč a bylo mu na půl roku odebráno řidičské oprávnění za to, že měl auto označené značkou vytištěnou na fólii; Středočeský kraj v odvolacím řízení sankce potvrdil. Podle TV Prima dostal pokutu pouze 1500 Kč, tedy pod zákonným rozmezím.